# Gottfried Hohnbaum
Gottfried Hohnbaum (vollständiger Name Johann Gottfried Hohnbaum; * 1785; † 1857) war ein deutscher Mechaniker und Optiker.

## Leben

### Familie
Gottfried Hohnbaum war ein Sohn des Coburger Hofpredigers und späteren Rodacher Superintendenten Christian Hohnbaum und Bruder des Arztes und Schriftstellers Carl Hohnbaum. Seine weiteren Geschwister waren
- Johanna (1776–1804), verheiratet mit dem herzoglichen Kanzleisekretär Gruner in Coburg[6]
- Ernst Theodor (gestorben mutmaßlich 1778)[6]
- Christian (1781–1847), Kaufmann in London, später Sprachlehrer in Nürnberg, verheiratet mit Margaretha Burchart[6]
- Ernst Friedrich Wilhelm (1783–1808), Student der Theologie[6]
- Caroline, † 1792[6]
- Heinrich, geboren 1790, Kaufmann in London[6]
- Julie Christiane (* 9. Oktober 1792), heiratete den Archidiakon Christian Heinrich Henkel in Coburg, mit dem sie den Sohn und Studenten der Medizin Emil Henkel (* 23. Januar 1819) hatte[6]
- Caroline, † 1798[6]
- Charlotte Johanna, die den Apotheker Hofmann heiratete[6]

Die Familie Hohnbaum war wiederum mit dem in Schwabach geborenen und in Nürnberg aufgewachsenen und später in St. Petersburg tätigen Ingenieur und Unternehmer Karl Winkler verwandt.

### Werdegang
Gottfried Hohnbaum durchlief in seiner Jugend während der Personalunion zwischen Großbritannien und Hannover  in London zunächst eine Ausbildung bei Wilhelm Herschel, um anschließend mehrere Jahre als Gehilfe bei Edward Troughton zu arbeiten. In London besuchte ihn 1815 der spätere Göttinger Universitätsmechanikus Friedrich Ludwig Apel, den Hohnbaum in die Londoner Verhältnisse einwies. Dadurch konnte Apel bald einen Reisebericht an den Minister von Münster abgehen lassen, in dem die englischen mit den deutschen Arbeitsmethoden verglichen wurden.
Gemeinsam mit Apel kehrte Hohnbaum im Februar 1816 von England auf das Festland zurück. Nach einer lebensgefährlichen Reise über den Ärmelkanal auf einem Segelschiff, das in einem sechs Tage andauernden Sturm hin- und hergetrieben wurde, trafen die beiden in der Mündung der Maas ein und landeten in Brielle in den Niederlanden an, von wo aus sie am 29. Februar gemeinsam in Göttingen anlangten. Dort hielt sich Hohnbaum nur kurzzeitig auf, um sich anschließend in Hannover niederzulassen.
Nachdem Hohnbaum in England die von David Brewster erfundenen ersten Kaleidoskope kennengelernt hatte, baute er diese – laut Friedrich Sickler im Morgenblatt für gebildete Stände – in Hannover nach und bot sie – laut dem Fachblatt Annalen der Physik bereits im Jahr 1818 mit dem Titel als „Hofmechanicus“ ausgezeichnet – für 3 Thaler das Stück an.
Nach seiner Rückkehr aus London „über die See“ gekommen – wie Friedrich Rückert in seinem Briefwechsel mit der Familie Hohnbaum schrieb – hatte ihm Gottfried Hohnbaum aber auch „eine ganz köstliche Matrosenanekdote“ mitgebracht.
Bereits zu Beginn des Königreichs Hannover war Hohnbaum als „Hof-Mechanicus“ im Hannoverschen Staatskalender für das Jahr 1819 verzeichnet. Den Titel teilte er sich laut dem Adressbuch Hannover desselben Jahres allerdings mit dem Optiker und Hofmechanikus Ernst Hennigs. Dasselbe Verzeichnis nannte als Wohnsitz Hohnbaums das Haus „Rothenreihe 372“ in der Calenberger Neustadt.
1820 berichtete der hannoversche Geistliche und Astronom Johann Jakob Luthmer über einen eigens für ihn von Hohnbaum angefertigten „achromatischen Kometensucher“.
Während einer Sitzung der Astronomischen Gesellschaft zu London am 11. Juni 1830 wurde von einem Brief des Militärwissenschaftlers und Geodäten Friedrich Hartmann an J. T. W. Herschel berichtet mit der „Beschreibung eines Instrumentes, welches der Optiker Hohnbaum zu Hannover nach seiner Anleitung für ihn verfertiget hat“. Hinsichtlich der weiteren Verfeinerung solcher Messinstrumente schrieb Hohnbaum einen in Hannover am 9. Oktober 1832 datierten Brief an den Astronomen und Geodäten Heinrich Christian Schumacher, den dieser in der von ihm herausgegebenen Fachzeitschrift Astronomische Nachrichten veröffentlichte und kommentierte und ebenfalls ein Schreiben von Hartmann mit abdruckte. Insbesondere wurde dort nicht zuletzt die Hohnbaumsche „Eintheilungsmaschine“ mit dem Theodolit des Messinstrumentenbauers Traugott Ertel verglichen. Die Zielpunkte der Vergleichsmessungen durch Hartmann waren der Kirchturm von Hainholz, Isernhagen, der Turm der hannoverschen Aegidienkirche, der Beginenturm am Zeughaus sowie der Turm der Neustädter Hof- und Stadtkirche St. Johannis.
1835 bis 1837 studierte Hohnbaum an der Polytechnischen Schule in Hannover, der Residenzstadt des gleichnamigen Königreichs. Bereits in dieser Zeit nahm er als Aussteller und Königlich Hannoverscher Hof-Mechaniker von Juni bis Juli 1836 in Hildesheim an einer der ersten Provinzial-Ausstellungen des Gewerbevereins für das Königreich Hannover teil. Für seine von ihm konstruierte und dort gezeigte Brückenwaage erhielt er insbesondere aufgrund ihrer Genauigkeit unter anderem eine Medaille verliehen.
1843 bot Hohnbaum für Ärzte hergestellte „Rotations-Apparate“ zum Transport in Kästen für 7 bis 8 Louis d’or an.
1844 fand Hohnbaums auf einer weiteren Gewerbeausstellung gezeigte verbesserte Feuerspritze in den Medien über die Landesgrenzen hinaus Beachtung, etwa in einer Beschreibung in Dinglers Polytechnischem Journal.

## Archivalien
Archivalien von und über Gottfried Hohnbaum finden sich beispielsweise
- unter dem Titel Die von dem Hofmechanicus Hohnbaum zu Hannover verfertigten Feuerspritzen sowie von dem Spritzenfabrikanten L. Herholtz in Ülzen und von dem Maschinenfabrikanten G. Jahn in Dessau, Akte aus der Laufzeit 1831 bis 1859 im Niedersächsischen Landesarchiv (Standort Hannover), Archivsignatur NLA HA Hann. 80 Hildesheim Nr. 03987 (alte Archivsignatur E Nr. 240).[19]